# Бульзикур
Бульзику́р (фр. Boulzicourt) — коммуна во Франции, находится в регионе Шампань — Арденны. Департамент — Арденны. Входит в состав кантона Флиз. Округ коммуны — Шарлевиль-Мезьер.
Код INSEE коммуны — 08076.
Коммуна расположена приблизительно в 195 км к северо-востоку от Парижа, в 90 км севернее Шалон-ан-Шампани, в 9 км к югу от Шарлевиль-Мезьера.

## Население
Население коммуны на 2008 год составляло 941 человек.
| 1962 | 1968 | 1975 | 1982 | 1990 | 1999 | 2008 |
| ---- | ---- | ---- | ---- | ---- | ---- | ---- |
| 773  | 881  | 921  | 825  | 1006 | 1003 | 941  |

## Экономика
В 2007 году среди 641 человека в трудоспособном возрасте (15—64 лет) 467 были экономически активными, 174 — неактивными (показатель активности — 72,9 %, в 1999 году было 67,9 %). Из 467 активных работали 413 человек (218 мужчин и 195 женщин), безработных было 54 (24 мужчины и 30 женщин). Среди 174 неактивных 54 человека были учениками или студентами, 62 — пенсионерами, 58 были неактивными по другим причинам.

## Фотогалерея

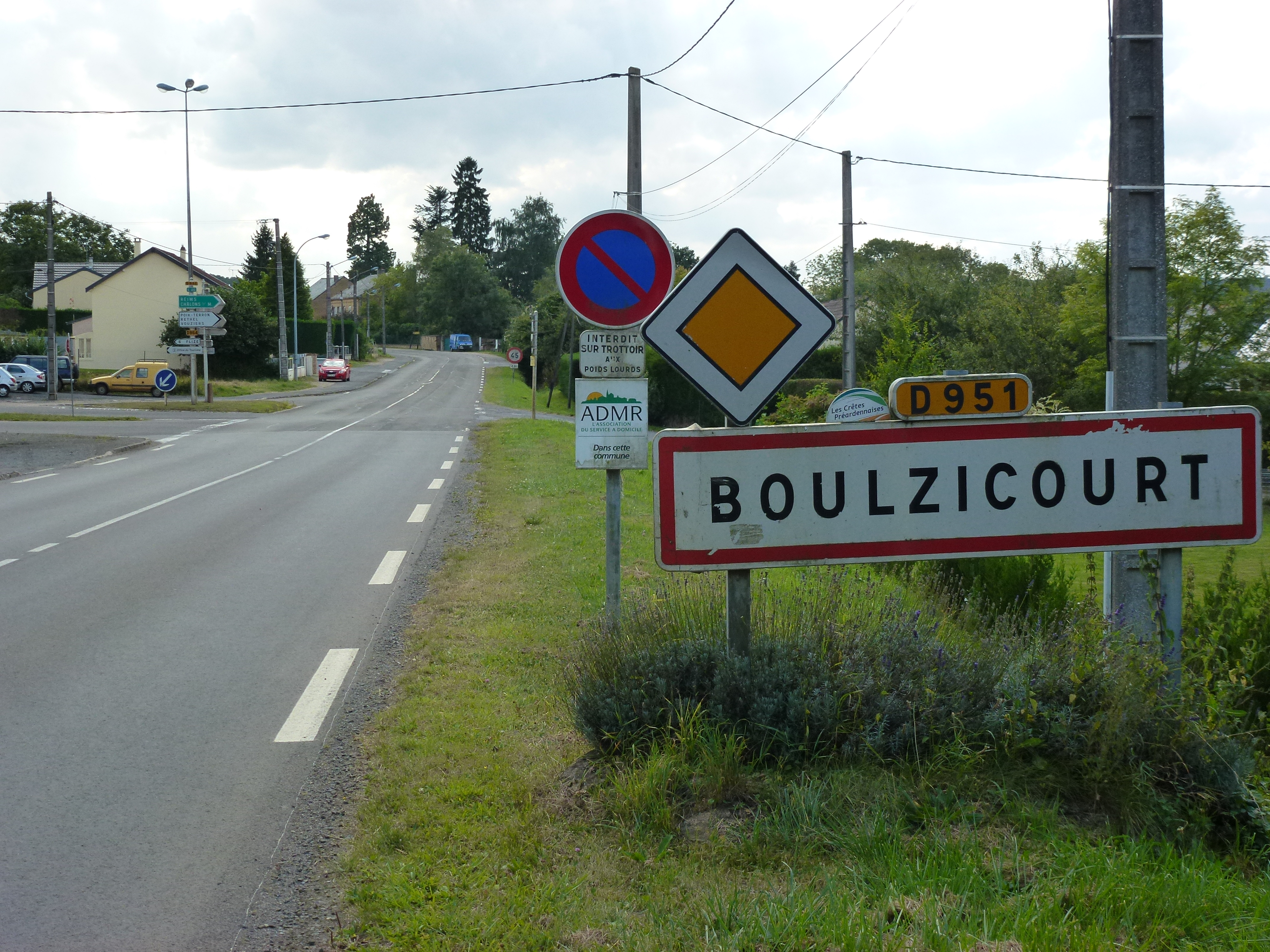
Въезд в Бульзикур
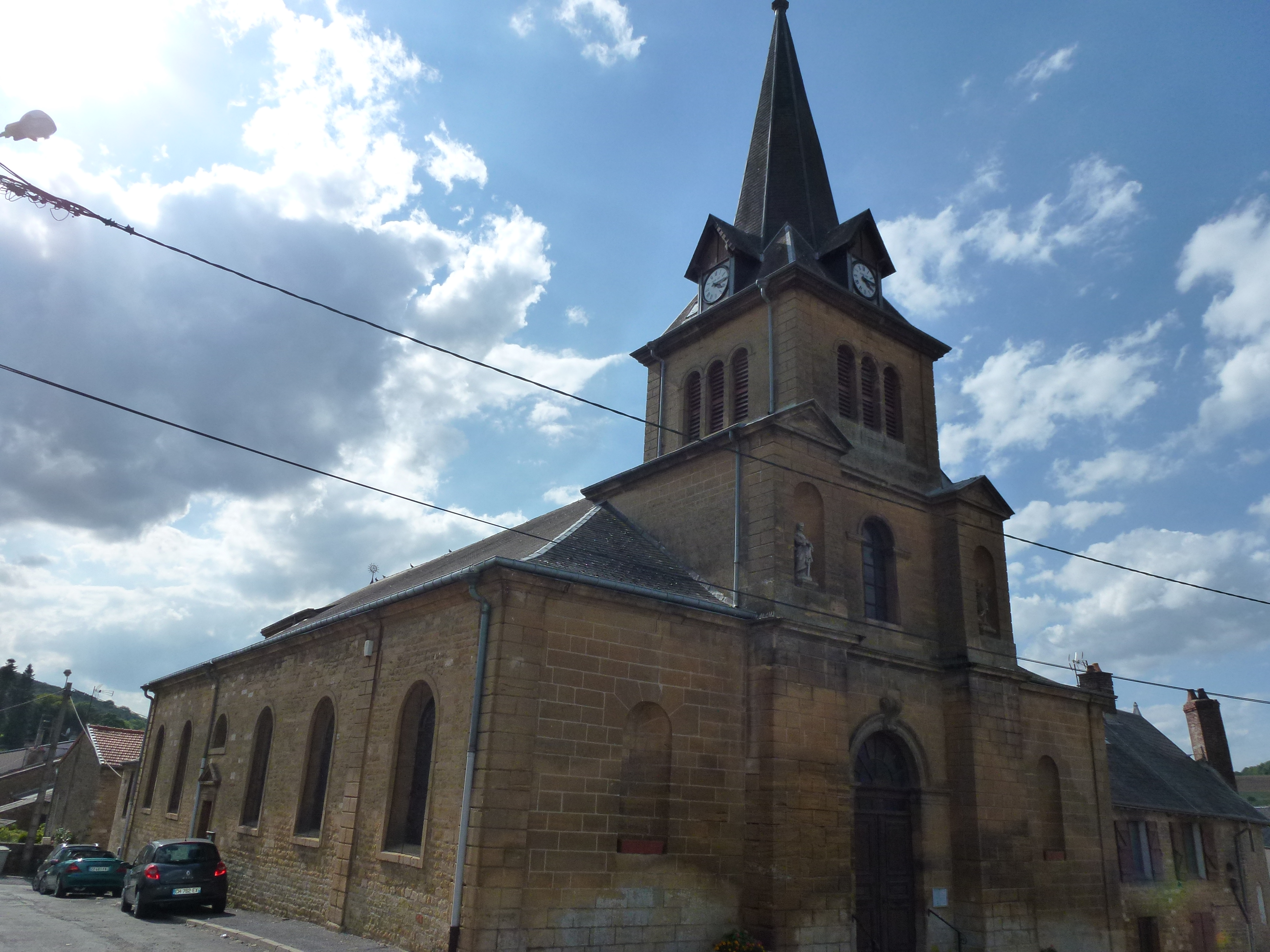
Церковь
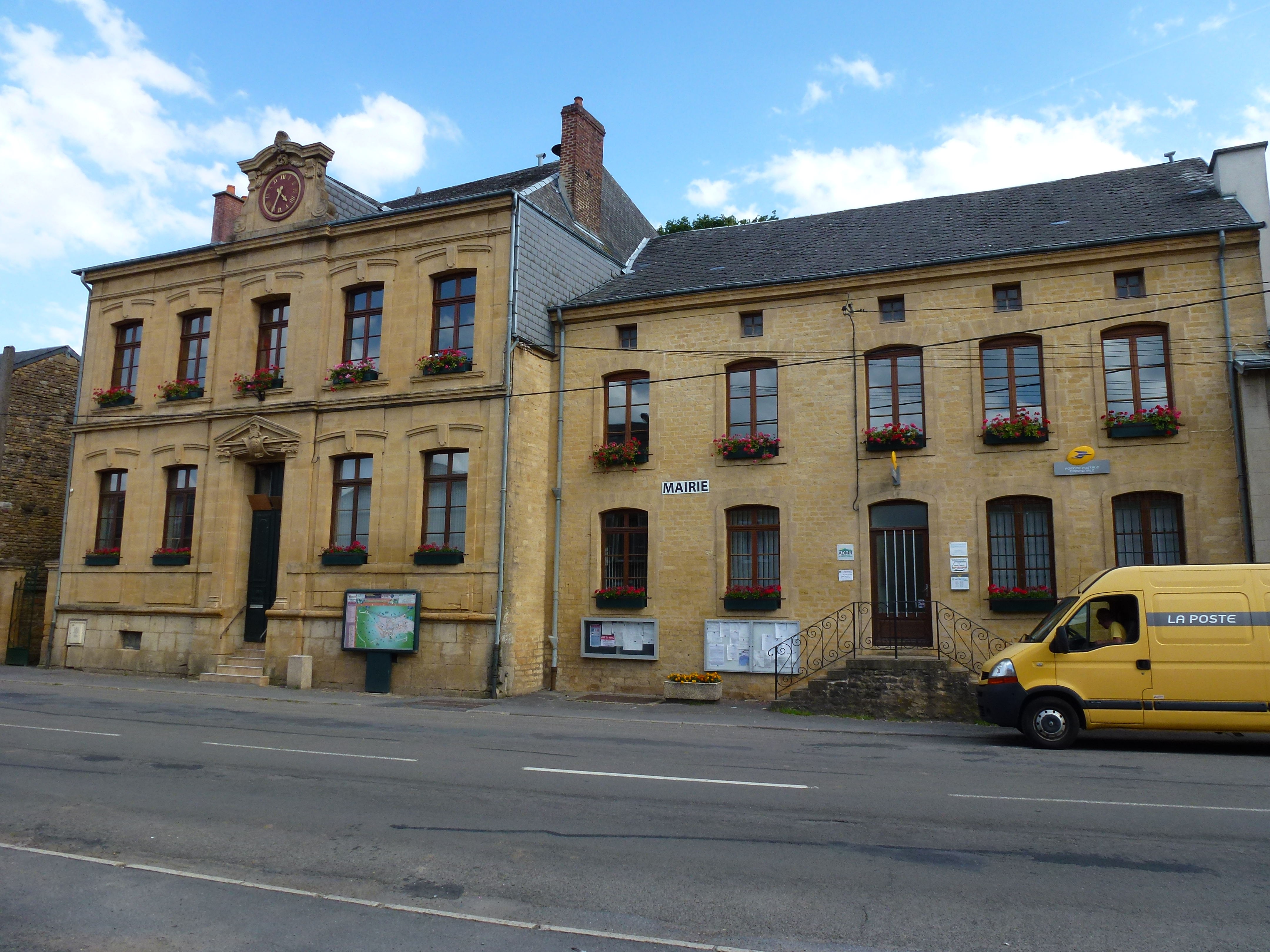
Мэрия и почта
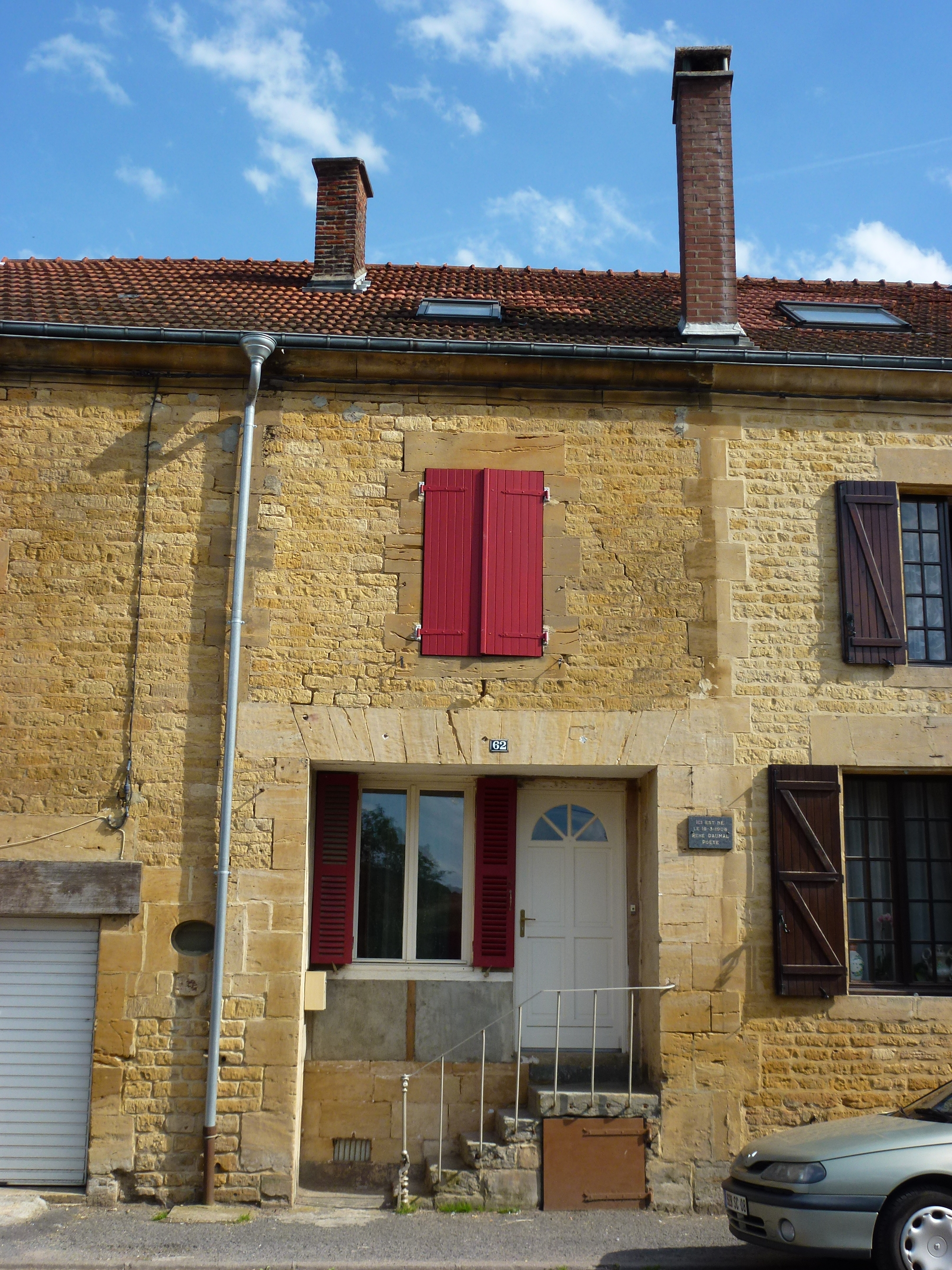
Дом Рене Домаля